# إنكيفاليناز
الإنكيفالينازات هي مجموعة من الإنزيمات التي تحلل ببتيدات أشباه أفيونيات الإنكيفالينات الداخلية، وتشمل:
- ألانين أمينوبيبتيداز (APN)[1]
- نبريلايسين (NEP)[1]
- ثنائي بيبتيديل الببتيداز 3 (DPP3)[1]
- كاربوكسيبيبتيداز أي 6 (CPA6)[2]
- ليوسيل/سيستينيل أمينوبيبتيداز (LNPEP)
- إنزيم محول للأنجيوتنسين (ACE)[3]